# 9 Psalms of an Antimusic to Come
9 Psalms of an Antimusic to Come è uno split album dei gruppi grindcore Antigama e Psychofagist, pubblicato nel 2012.

## Tracce
Antigama
1. Missing the Past
2. Paranoia Prima
3. For Just One Breath
4. Finito

Psychofagist
1. Apophtegma Nonsense
2. Carne tremula marcia
3. Initiation
4. Aritmia
5. Misery Is the River of the World – Tom Waits cover

## Formazione
Antigama
- Łukasz Myszkowsk - voce
- Sebastian Rokicki - chitarra
- Michał Zawadzki - basso
- Krzysztof Bentkowski - batteria